# Katedra Matki Bożej z Candelarii w Bissau
Artykuł ten został zgłoszony do umieszczenia na stronie głównej w rubryce „Czy wiesz”.
Pomóż nam go sprawdzić: oceń zgłoszoną nominację.
Katedra Matki Bożej z Candelarii (port. Sé Catedral de Nossa Senhora da Candelária), Katedra w Bissau (port. Catedral de Bissau, Sé de Bissau, Sé Catedral de Bissau) – rzymskokatolicka katedra wzniesiona w latach 40. XX wieku, znajdująca się w stolicy Gwinei Bissau, mieście Bissau. Od 1977 roku siedziba diecezji Bissau podlegającej bezpośrednio Stolicy Apostolskiej.
Katedra w Bissau znajduje się przy Avenida Amílcar Cabral, ok. 250 m na północny zachód od nabrzeża bissauskiego portu. Budynek wpisany jest do rejestru zabytków SIPA (port. Sistema de Informação para o Património Arquitectónico) obejmującego dziedzictwo architektoniczne znajdujące się zarówno w Portugalii, jak i w byłych koloniach portugalskich (nr rej. 30430).

## Historia

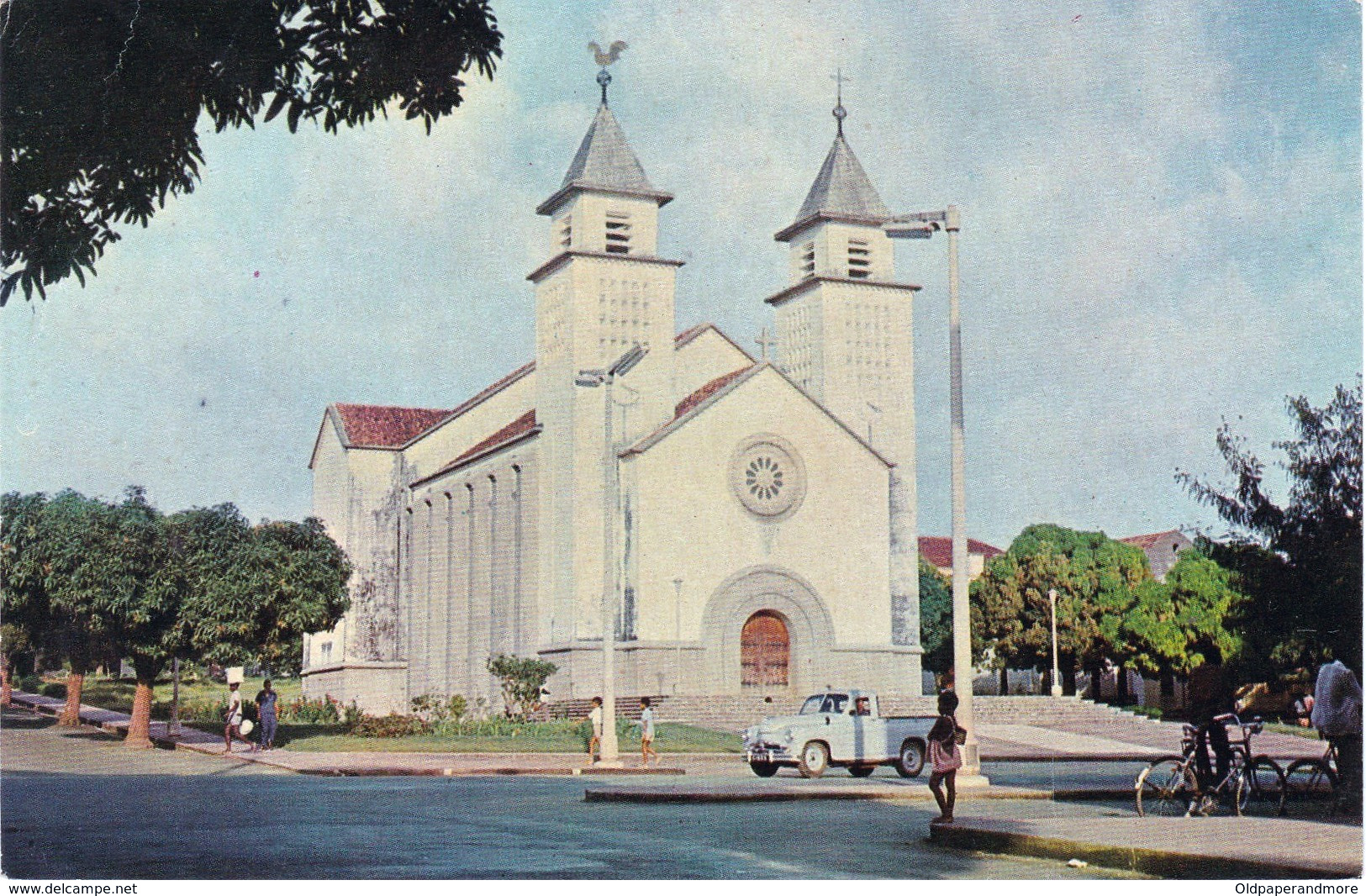
Katedra w Bissau w latach 60. XX wieku

Budowla powstała w miejscu istniejącej wcześniej świątyni, wybudowanej w 1935 roku w stylu nawiązującym do architektury średniowiecza. Pierwszy projekt nowego kościoła opracował w 1942 roku architekt Vasco Regaleira. Został on jednak uznany za zbyt skomplikowany do realizacji, dlatego też w 1945 roku zmodyfikowany projekt przedstawili Paulo Cunha i João Simões; 28 listopada tego samego roku projekt zaakceptował Marcelo Caetano, ówczesny minister ds. kolonii.
Budowa kościoła trwała w latach 1946–1947. Pracami kierował João Simões we współpracy z Galhardo Zilhão. Konsekracji świątyni w grudniu 1950 roku towarzyszyły liczne uroczystości, które rozpoczęły się 7 grudnia o godzinie 16:00. Brał w nich udział m.in. biskup diecezji Santiago de Cabo Verde, Faustino Moreira dos Santos oraz gubernator Gwinei Portugalskiej, Raimundo Serrão. Następnego dnia o godzinie 11:00 odbyła się msza pontyfikalna, zaś 9 grudnia ulicami miasta przeszła procesja do nowej świątyni.
W 1953 roku w okna wstawiono zachowane do dziś witraże, a w 1954 roku w kościele zamontowano organy i piorunochron.
21 marca 1977 roku świątynia została podniesiona do godności katedry i stała się siedzibą diecezji Bissau podlegającej bezpośrednio Stolicy Apostolskiej. Pierwszym biskupem Bissau został pochodzący z Włoch franciszkanin, o. Settimio Ferrazzetta. W czasie trwającej w Gwinei Bissau w latach 1998–1999 wojny domowej, 9 sierpnia 1998 roku biskup Ferrazzetta wygłosił emocjonalne kazanie, w którym skrytykował przemoc panującą w kraju. Ferrazzetta zmarł na zawał 27 stycznia roku następnego i został w pochowany w bissauskiej katedrze.
27 stycznia 1990 roku podczas swojej pielgrzymki do Afryki Środkowej i Zachodniej katedrę odwiedził papież Jan Paweł II.

## Architektura

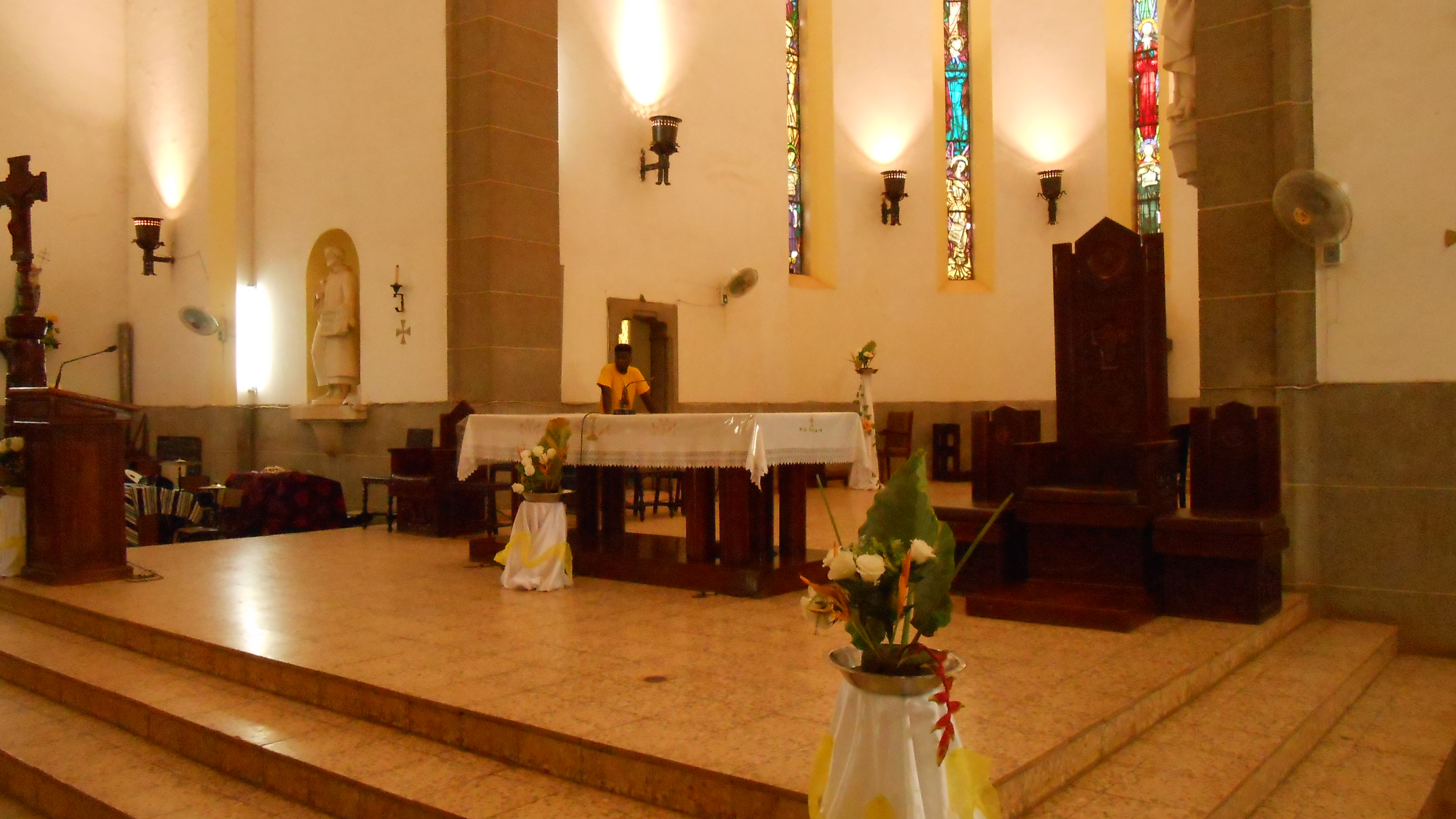
Absyda z ołtarzem głównym i konfesjonałem (2017)

Świątynia znajduje się w centrum Bissau, przy Avenida Amílcar Cabral, jednej z głównych ulic miasta. Jest podwyższona i nieco cofnięta od ulicy, tworząc przed budynkiem niewielki plac.
Katedra ma dwie dzwonnice flankujące z obu stron fasadę. Północna pełni również funkcję latarni morskiej, która wraz z drugą, oddaloną o 320 m na południowy wschód latarnią morską wyznacza tor wodny dla statków wpływających do portu w Bissau przez estuarium rzeki Gêby.
Wnętrze świątyni podzielone jest na trzy pięcioprzęsłowe nawy – nawę główną oraz dwie węższe od niej o połowę nawy boczne z przedsionkami umożliwiającymi dostęp do dzwonnic, krypty i baptysterium. Transept jest słabo zaakcentowany w bryle kościoła. Ołtarz główny mieści się w absydzie połączonej z zakrystią; mieści się w niej również konfesjonał. Oświetlenie zapewniają wąskie otwory okienne z kolorowymi witrażami oraz rozeta umieszczona w centralnej części elewacji frontowej. Wnętrze katedry zdobią różnorodne rzeźby. Dach kościoła jest drewniany.
Projekt budynku poprzez połączenie elementów architektury tropikalnej z ekspresywnymi motywami charakterystycznymi dla tradycyjnej architektury portugalskiej ma w zamyśle twórców wyrażać „tropikalną tożsamość Portugalii” (port. portugalidade tropical). Katedra w Bissau łączy elementy reprezentacyjnej architektury rozpowszechnianej w okresie Estado Novo jako symbol władzy kolonialnej w głównych ośrodkach miejskich na obszarze portugalskich kolonii, w tym również w Gwinei, z prostotą wynikającą ze znacznych niedoborów materiałów budowlanych w tej afrykańskiej posiadłości.

## Galeria

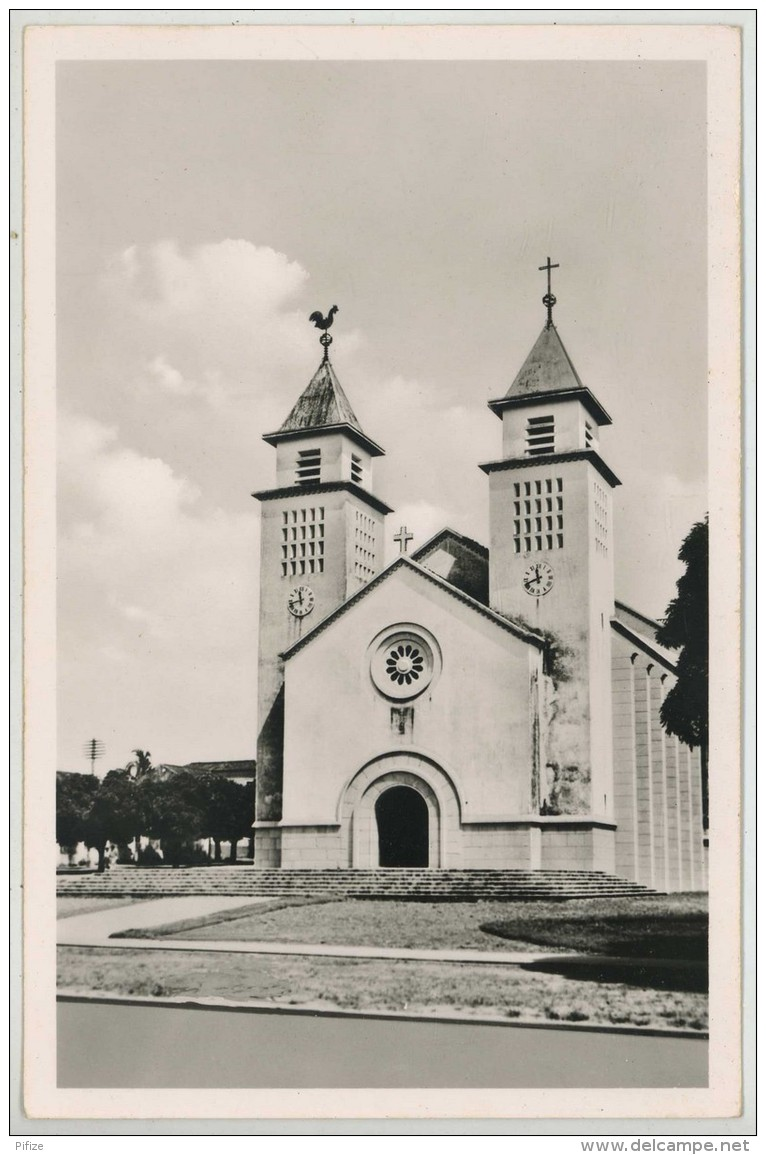
Katedra w Bissau krótko po wybudowaniu
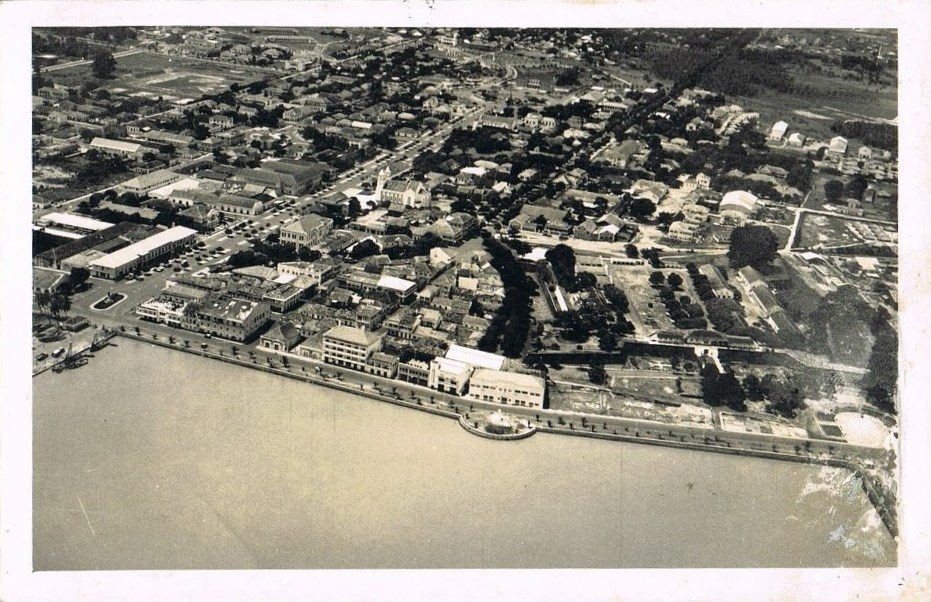
Zdjęcie lotnicze Bissau, katedra widoczna pośrodku (lata 50. XX wieku)
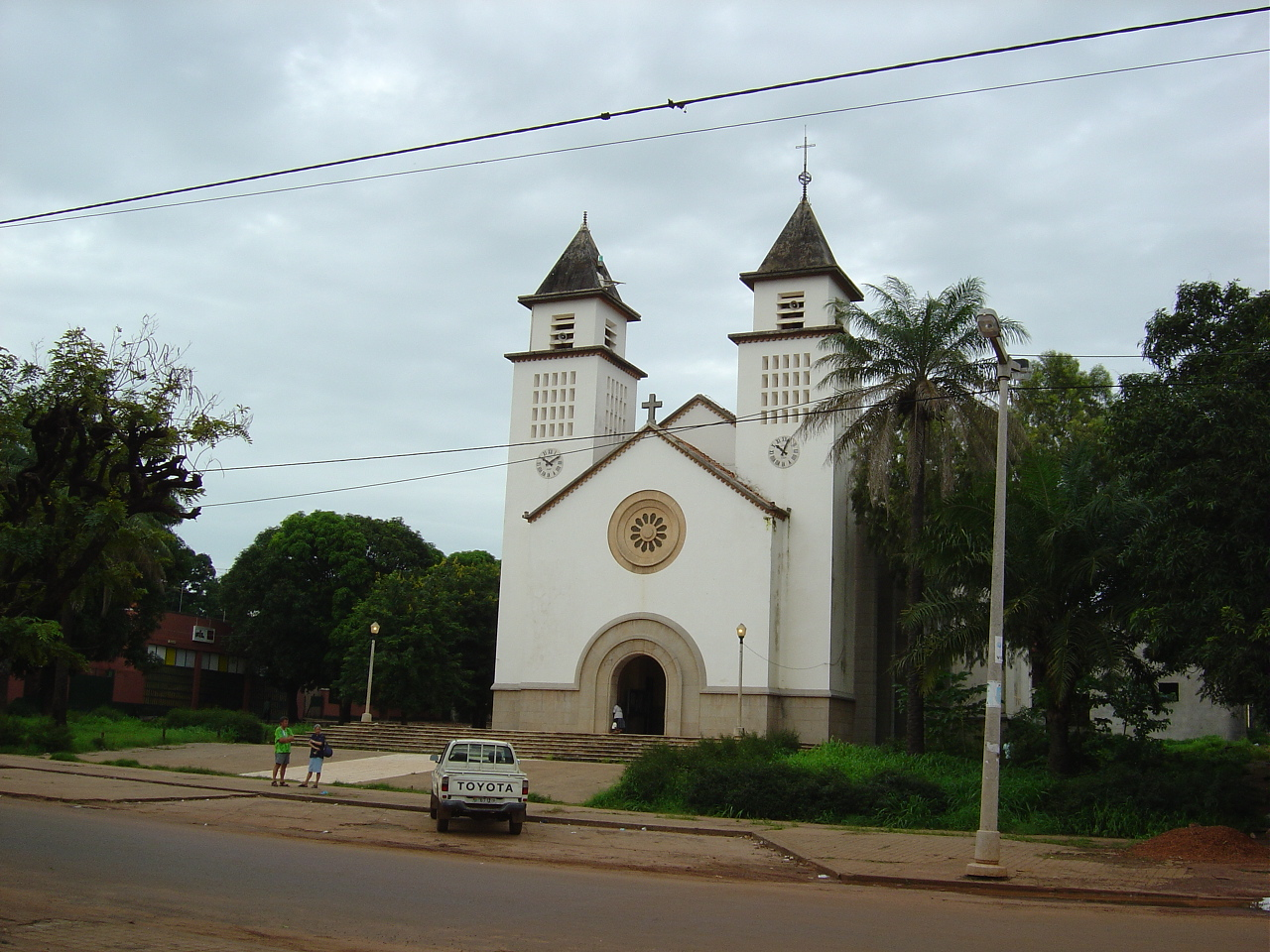
Katedra w Bissau (2004)
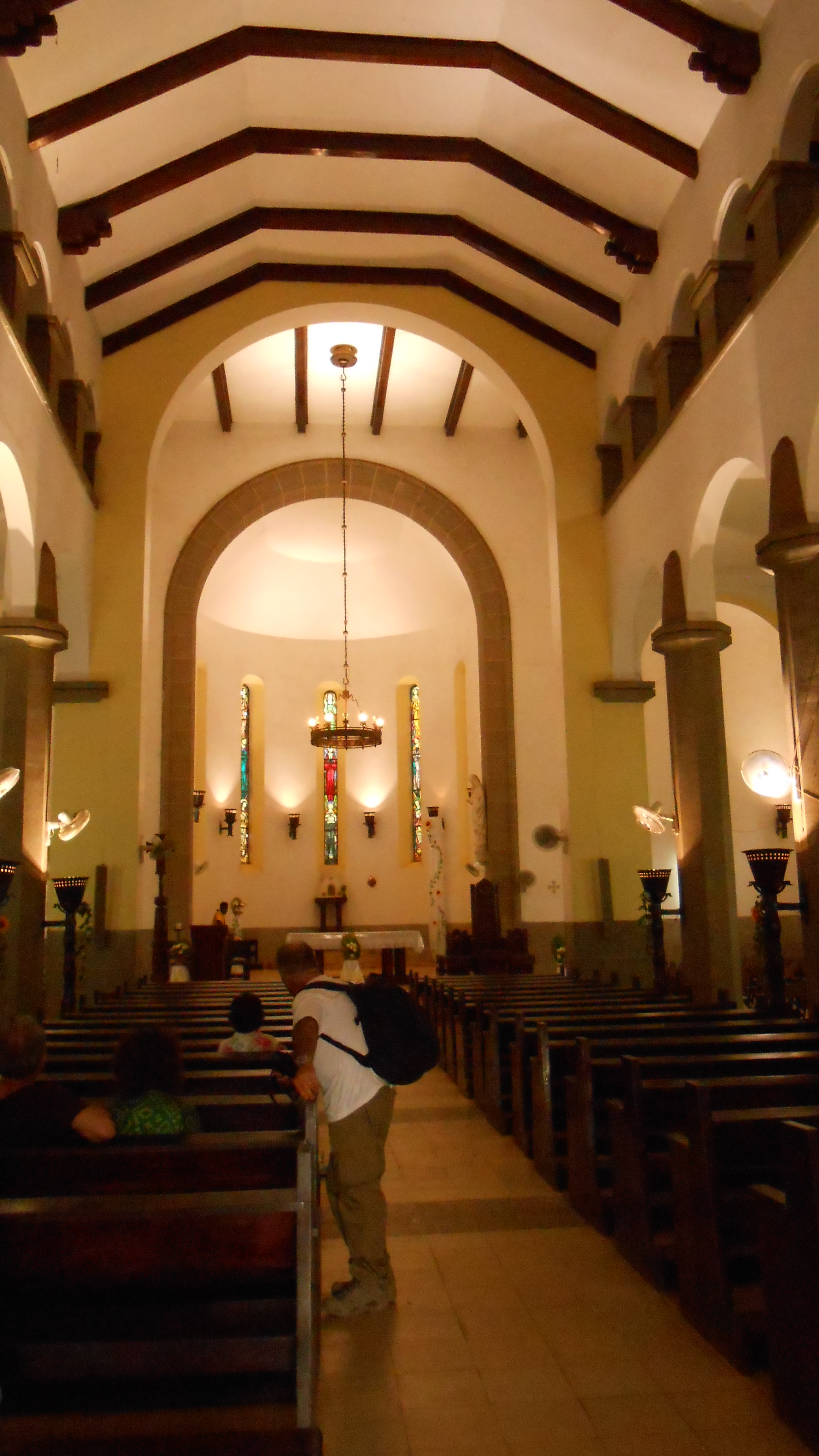
Wnętrze katedry (2017)
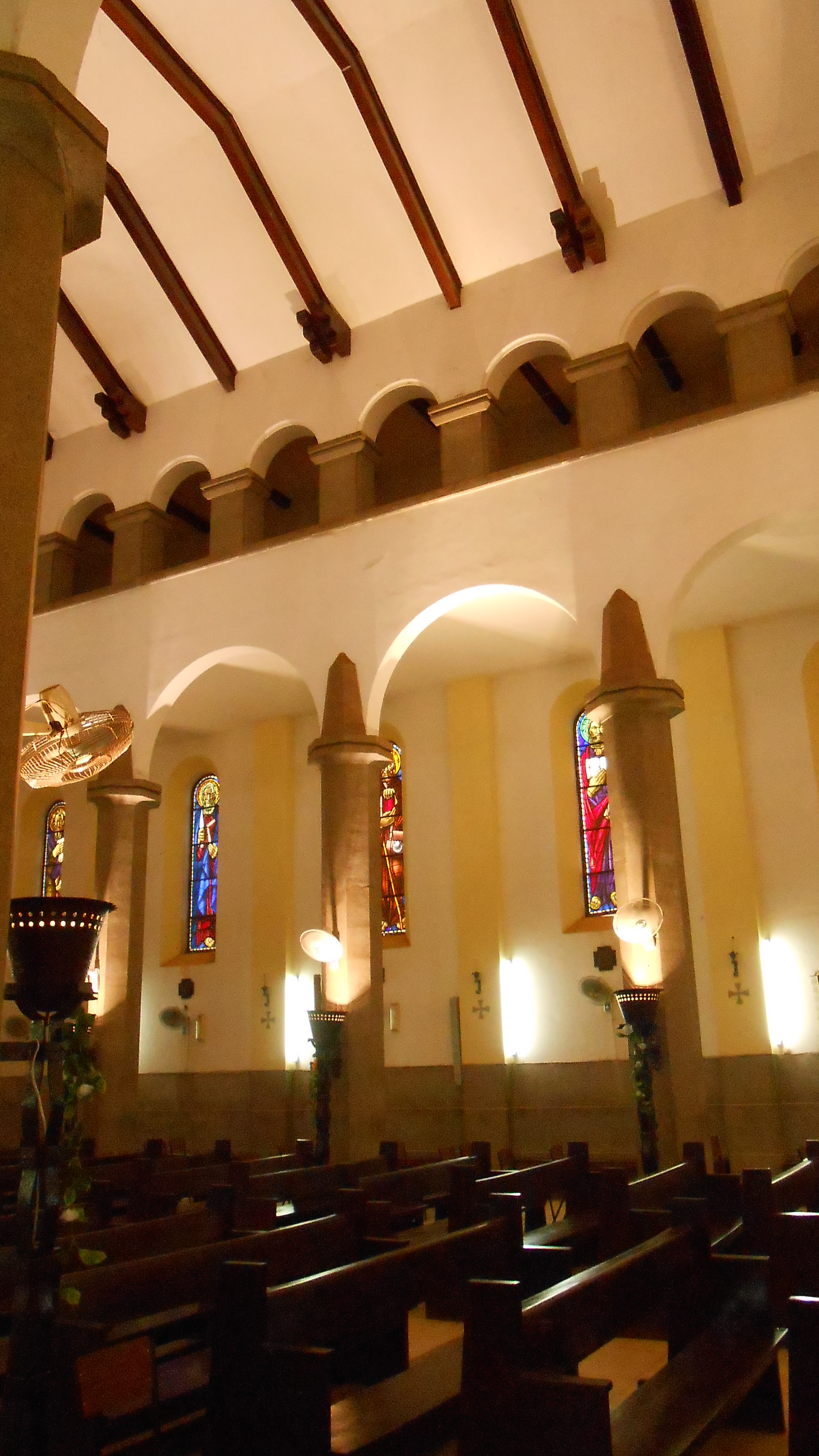
Wnętrze katedry (2017)